# Землетрясение в Алеппо
Землетрясение в Алеппо или Халебское землетрясение — одно из самых мощных землетрясений (магнитудой 8,0), известных человечеству, и восьмое по количеству жертв (по приблизительной оценке свыше 230 000 погибших). Землетрясение происходило в несколько этапов, охватив территории современных северной Сирии и юго-западной Турции, позднее Ирана и Азербайджана. Пик разрушений пришёлся на 11 октября 1138 года, когда пострадал Халеб.
Алеппо, крупный и многолюдный городской центр со времён античности, геологически расположен вдоль северной части системы крупных геологических разломов, к которым также относится и впадина Мёртвого моря, которые разделяют аравийскую и африканскую тектонические плиты, находящиеся в постоянном взаимодействии.
Дамасский летописец Ибн аль-Каланиси записал дату землетрясения — среда, 11 октября 1138 года, а также указал количество жертв — свыше 230 000 человек. Такое число жертв шокировало современников, в особенности западных рыцарей-крестоносцев, поскольку тогда в северо-западной Европе, откуда большинство из них были родом, редкий город имел население в 10 000 жителей. На землях бывшей Византийской империи и различных арабских эмиратах подобные многолюдные города (Алеппо, Александрия, Антиохия, Константинополь) сохраняли население по 200 000 и более со времён поздней античности.
После землетрясения численность населения Алеппо восстановилась только к началу XIX века. Но 24 августа 1822 года в городе произошло очередное крупное землетрясение, в 1827 году его поразила эпидемия чумы, а в 1832 году — холеры. События в Алеппо положили начало цепочке ближневосточных землетрясений, которые продолжались в течение года (см. Землетрясение в Гяндже).